# Helluobrochus
Helluobrochus é um género de coleópteros carabídeos pertencente à subfamília Anthiinae.

## Espécies
O género Helluobrochus contém as seguintes espécies:
- Helluobrochus anthracinus (Klug, 1834)
- Helluobrochus ares Reichardt, 1974
- Helluobrochus argus Reichardt, 1974
- Helluobrochus bacchus (Reichardt, 1972)
- Helluobrochus bechynei Reichardt, 1974
- Helluobrochus birai Reichardt, 1974
- Helluobrochus brasiliensis (Dejean, 1825)
- Helluobrochus brevicollis (Dejean, 1831)
- Helluobrochus bucki Reichardt, 1974
- Helluobrochus capixaba Reichardt, 1974
- Helluobrochus collaris (Chaudoir, 1877)
- Helluobrochus cribratus (Reiche, 1843)
- Helluobrochus cribricollis (Chaudoir, 1872)
- Helluobrochus darlingtoni Reichardt, 1974
- Helluobrochus horqueta Reichardt, 1974
- Helluobrochus inconspicuus (Chaudoir, 1848)
- Helluobrochus lacordairei (Dejean, 1831)
- Helluobrochus linearis (Bates, 1871)
- Helluobrochus luctuosus (Chaudoir, 1872)
- Helluobrochus negrei Reichardt, 1974
- Helluobrochus oculatus Reichardt, 1974
- Helluobrochus oopselaphus Reichardt, 1974
- Helluobrochus petrus Reichardt, 1974
- Helluobrochus pilipalpis Reichardt, 1974
- Helluobrochus sanguinolentus (Klug, 1834)
- Helluobrochus subrostratus (Bates, 1871)